# 신티인
신티인(Sinti)은 롬인(집시족)의 한 하위집단으로, 주로 독일, 프랑스, 이탈리아 및 중부유럽에서 발견되며 인구는 약 20 ~ 50만명이다. 전통적으로 유랑 생활을 하였으나 현대에는 대부분이 정착했고 과거에는 공동체의 변두리 지역에 사는 경우가 많았다. 나치 독일 시대에는 강제이주나 학살의 피해를 받았다. 프랑스에서는 마누슈(Manouche)로도 알려져 있다. 전통적인 언어는 롬어의 한 방언인 신티 롬어인데, 독일어의 영향을 강하게 받은 특징을 보인다.

## 같이 보기
- 롬인